# The Ring
|  | For det amerikanske boksemagasin The Ring, se Ring Magazine |
The Ring er en amerikansk gyserfilm fra 2002. Det er en genindspilning af den japanske gyserfilm Ringu fra 1998. The Ring er instrueret af Gore Verbinski.

## Plot
Det hele begynder som enhver anden vandrehistorie – der hviskes om et djævelsk videobånd, der gør, at enhver, der ser det, dør syv dage senere. Men da fire teenagere dør på mystisk vis præcis en uge efter at have set sådan et bånd, finder den opsøgende journalist Rachel Keller (spillet af Naomi Watts) båndet. og ser det. Nu bliver legenden til virkelighed – uret tikker, og Rachel har kun syv dage til at afdække mysteriet om The Ring.

## Eksterne Henvisninger
- The Ring på Internet Movie Database (engelsk)
- The Ring på Filmdatabasen
- The Ring på Scope
- The Ring i Svensk Filmdatabas (svensk)
- The Ring på AlloCiné (fransk)
- The Ring på MovieMeter (nederlandsk)
- The Ring på AllMovie (engelsk)
- The Ring hos American Film Institute (engelsk)
- The Ring hos British Film Institute (engelsk)
- The Ring på Turner Classic Movies (engelsk)

Filmens officielle hjemmeside Arkiveret 27. maj 2012 hos  Wayback Machine
1. ↑  Navnet er anført på engelsk og stammer fra Wikidata hvor navnet endnu ikke findes på dansk.